# Vijender Singh
Vijender Kumar Singh, hind. विजेन्द्र सिंह बेनीवाल  (ur. 29 października 1985 we wsi Kaluwas) – indyjski bokser, brązowy medalista olimpijski, brązowy medalista mistrzostw świata.
Zdobywca brązowego medalu w igrzyskach olimpijskich w Pekinie w 2008 roku w wadze średniej. Startował również na igrzyskach w 2004 roku w Atenach oraz na igrzyskach w 2012 roku w Londynie, bez sukcesów.
Brązowy medalista mistrzostw świata w 2009 roku w Mediolanie.
Trzykrotny (srebro w 2006 i 2014 oraz brąz w 2010) medalista Igrzysk Wspólnoty Narodów oraz złoty (2010) i brązowy (2006) medalista igrzysk azjatyckich.
W roku 2006 został laureatem nagrody Arjuna Award.